# Robert Nietzel Buck

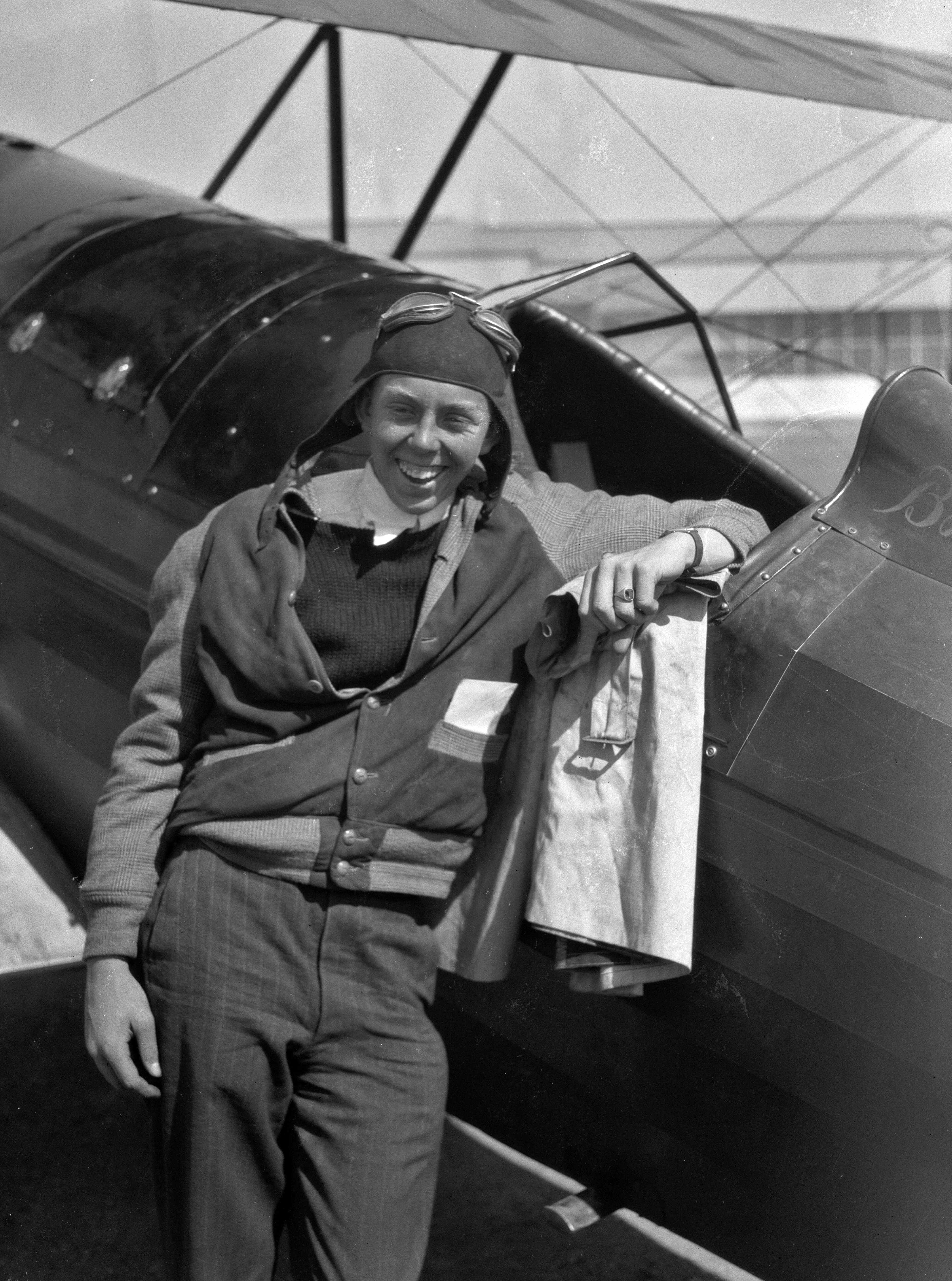
Robert Nietzel Buck nach seinem Rekordflug (1930)

Robert Nietzel Buck (* 29. Januar 1914; † 14. April 2007) war ein US-amerikanischer Pilot.
Er brach 1930 den Geschwindigkeitsrekord für Transkontinentalflüge und der jüngste Pilot, der je in den USA eine Pilotenlizenz bekommen hat.

## Leben
Robert Nietzel Buck war der Sohn von A. C. Buck und begann 1930 im Alter von 16 Jahren mit dem Flugunterricht in einer Kinner. Nach erfolgreicher Prüfung bekam er die Fluglizenz mit der Nummer 13478.
Am 4. Oktober 1930 unterbat Robert den Transkontinentalgeschwindigkeitsrekord für Junioren in einer PA-6 Pitcairn Mailwing mit dem Namen „Yankee Clipper“. Er brauchte für die Strecke insgesamt 23 Stunden und 47 Minuten reine Flugzeit. Bei Juniorenrekorden zählt nur die reine Flugzeit, die Bodenzeit wird dabei nicht gezählt. Robert sagte am 6. Februar 2005: “I was the youngest to fly coast to coast and that record still stands. I had my license at 16 and after that, they raised the minimum age to 17. With that change no one could break my record.”
1937 begann er als Pilot für die Fluglinie TWA zu arbeiten. Im Jahr 1945 wurde er Chefpilot. Bis zu seinem Ruhestand 1974 im Alter von 60 Jahren ging er diesem Beruf nach. Er flog die erste Lockheed Constellation von TWA im Jahr 1945 und im Jahr 1970 flog er mit der ersten Boeing 747 ebenfalls für TWA. Es war Flugnummer 800 von New York City nach Paris. Im Jahr 1965 flog er zusammen mit einigen anderen Piloten in einer Boeing 707 vom Süd- zum Nordpol.
US-Präsident Harry S. Truman zeichnete ihn mit einer Verdienstmarke aus. Robert Nietzel Buck starb am 14. April 2007 nach einem Sturz.